# Sacoué
Sacoué é uma comuna francesa na região administrativa de Occitânia, no departamento dos Altos Pirenéus. Estende-se por uma área de 13,14 km². Em 2010 a comuna tinha 71 habitantes (densidade: 5,4 hab./km²).